# Jean-Luc Bennahmias
Jean-Luc Bennahmias (ur. 2 grudnia 1954 w Paryżu) – francuski polityk i dziennikarz, eurodeputowany VI i VII kadencji.

## Życiorys
W 1976 ukończył dwuletnie studium zawodowe, w 1984 uzyskał dyplom uniwersytecki wydziału oświaty dla dorosłych. W latach 1974–1994 pracował jako dziennikarz, m.in. w telewizyjnym serwisie informacyjnym Télé 7 Jours i w tygodniku „La Vie”. Był także radnym regionu Île-de-France (1992–1996) oraz członkiem Rady Ekonomicznej i Społecznej.
W latach 90. został jednym z liderów partii Zielonych. Od 1997 do 2001 był sekretarzem generalnym tego ugrupowania. W 2004 uzyskał mandat radnego regionu Prowansja-Alpy-Lazurowe Wybrzeże. W tym samym roku został posłem do Parlamentu Europejskiego. W PE przystąpił do grupy Zielonych – Wolnego Sojuszu Europejskiego. W 2007 poparł François Bayrou, a następnie wstąpił do organizowanego przez niego Ruchu Demokratycznego, obejmując stanowisko wiceprzewodniczącego MoDem. W 2009 wybrano go do PE na kolejną kadencję, mandat wykonywał do 2014. W tym samym roku powołał nowe ugrupowanie pod nazwą Front démocrate, stając na jego czele i deklarując współpracę z socjalistami.
W styczniu 2017 wziął udział w zorganizowanych przez socjalistów prawyborach przed wyborami prezydenckimi. W pierwszej turze głosowania zajął siódme (ostatnie) miejsce z wynikiem około 1% głosów.